# Premio Notario del Humor
El Premio Notario del Humor es uno de los premios importantes en España que reconoce la labor de los profesionales del humor gráfico, que se entrega en la Universidad de Alicante y se organiza junto a la Muestra de Humor Social que se celebra anualmente en dicha universidad, junto con la Asociación Internacional de Humoristas Gráficos FECO-España.
La Muestra de Humor social, iniciativa del Secretariado de Cultura de la Universidad de Alicante, con Gabio Ponce y el humorista Enrique  al frente, nació durante el curso 2000/2001. El Premio fue creado en 2003, y en cada edición se reconoce a dos profesionales del humor gráfico, uno con el perfil de reconocimiento a una larga y fructífera trayectoria artística, y el otro como premio a la mejor labor en el campo del humor gráfico en el ciclo anual.
Los premios Notario del Humor, en la actualidad, los entrega el Vicerrectorado de Extensión Universitaria de la UA, con la cloaboración de FECO España y la Fundación Peláez del Castillo. A los galardonados se les impone una banda honorífica, con el reconocimiento acadèmico por parte de la Universidad de Alicante de la contribución de los premiados al campo del humor, y se les hace entrega de una figura en forma de ninot o muñeco abrazado a un gran lápiz, diseñado por el humorista Ortifus, maestro humorista y a la vez, maestro fallero.

## Galardonados
- 2003

Arturo Rojas de la Cámara
Harca (Juli Sanchis)
- 2004

El Keto (Daniel A. Traver)
Santiago Almarza
- 2005

Enrique Cerdán
Peridis (José María Pérez)
- 2006

Juan José Carbó
Xaquin Marín
- 2007

Edu (Eduardo Ibàñez
Sex (María José Mosqueira)
- 2008

Francisco Ibáñez
Revista El Jueves
- 2009

Olmo (Luis del Olmo)
Enrique (Enrique Pérez)
- 2010

José Sanchís
Kim (Joaquim Aubert)
- 2011[5]

Fernando Puig Rosado
José Lanzón
- 2012[6]

Forges (Antonio Fraguas)
- 2013

Man (Manuel Sáncez Baena)
- 2014

Alfonso Ortuño
Jesús Zulet
- 2015

Ortifus (Antoni Ortiz)
Kap (Jaume Capdevila)
- 2020

Junco (Manuel Álvarez Junco)
- 2023

Ermengol (Francisco Armengol Tolsà Badía)